# Zbrodnie w Liniowie
Zbrodnie w Liniowie – dwie masowe zbrodnie dokonane w 1943 roku podczas rzezi wołyńskiej na Polakach przez członków UPA we wsi Liniów położonej w gminie Świniuchy powiatu horochowskiego województwa wołyńskiego.
Według Władysława i Ewy Siemaszków do pierwszej zbrodni na Polakach w Liniowie doszło nocą 1 lub 2 czerwca 1943 roku. Dokonali jej upowcy pochodzący z leśnego obozu koło Sadowa (gmina Torczyn w powiecie łuckim). Zabito wówczas 17 Polaków z czterech rodzin. Zabudowania dwóch z wymordowanych rodzin spalono. Ranny został Dominik Tarnawski, któremu udzielił pomocy i zawiózł do szpitala w Łokaczach miejscowy Ukrainiec.
Po tym mordzie miejscowi Ukraińcy zapewniali pozostałe rodziny polskie, że nic im z ich strony nie grozi. Jednak 11 lipca 1943 roku (tzw. krwawa niedziela na Wołyniu) doszło do kolejnego napadu UPA na Polaków w Liniowie, podczas którego zamordowano około 70 osób.